# Helsinki Halli
Гельсінкі Галлі (фін. Helsinki Halli, фінська преса часто вживає назву Гельсінкі Арена; колишня назва Гартвалл Арена) — велика багатофункціональна крита арена в Гельсінкі, Фінляндія. 

## Історія

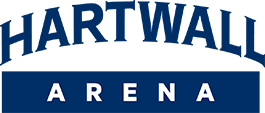
Лого Гартвалл Арени

Колишня назва спорткомплексу — Гартвалл Арена (фін. Hartwall Areena) — походить від імені найбільшого спонсора — виробника напоїв «Гартвалл». Нині власниками споруди є особи з оточення Путіна — Геннадій Тимченко та брати Ротенберги.
Будівництво арени, приурочене до чемпіонату світу з хокею в 1997 році, розпочали в 1994 році на замовлення підприємця Гаррі Гаркімо (фін. Harry Harkimo). 
Споруда має форму еліпса, що становить 153 метри завдовжки і 123 метри завширшки.
Влютому 2022 року, внаслідок повномасштабного вторгнення РФ до України, арену було закрито, і до кінця зими 2024 року влада країни планує провести її націоналізацію.